# تحليل الجريمة
تحليل نمط الجريمة (بالإنجليزية: Crime pattern analysis)‏ هو تحليل نمط الجريمة بمثابة النهج المنهجي لدراسة جوانب الجريمة كبيرة الحجم لأغراض الوقاية أو قد يركز على جريمة واحدة، أو سلسلة من جرائم معينة، لأغراض الكشف. ويأمل التحليل في الكشف عن أنماط مميزة وقابلة للتفسير تعكس خصائص يمكن تحديدها بدلا من المفاهيم القائلة بأن الجرائم هي أحداث عشوائية. ويشير هيرشفيلد (2008) إلى أن هذه الخصائص قد تشمل تحديد السلوكيات الروتينية، والتجمعات المكانية التي تظهر ميول وقوع الحوادث في نفس المناطق أو أن تصيب نفس الأسر (تكرار الإيذاء) أو أن تحدث في أوقات معينة من اليوم أو تتميز بنمط مشترك. العمل أو الإشارة إلى الضحايا الذين لديهم خصائص ديموغرافية أو اجتماعية مماثلة. ويقترح كذلك أن تحليل نمط الجريمة ينظر إلى توقيت الفرص المتاحة للمجرمين لارتكاب جرائمهم. تتأثر فرص الجريمة بأنواع المساكن وتوزيعها؛ إمكانية الوصول؛ مصادفة استخدامات الأراضي المختلفة؛ توقيت؛ والتماسك المجتمعي.

## مؤسس
يحدد برانتنغهام وبرانتنغهام (1984) مولدات الجريمة وتجاذباتها التي تنشأ نتيجة للتكوينات المختلفة للبيئة المبنية؛ وبالتالي قد تكون الحانة عامل جذب لأنها مناسبة لجمع الأشخاص معًا وتتيح فرصًا لممارسة نشاط غير قانوني. مولدات الجريمة هي مناطق ذات معدلات عالية من النشاط الإجرامي كمنتج ثانوي لإمكانية الوصول إليها لعامة الناس، مثل محطات السكك الحديدية الرئيسية. ومن ناحية أخرى، فإن منتقدي الجريمة هم الأماكن التي توجد فيها سمات تثبط عزيمة المجرمين، مثل وجود أعمال مستقرة توفر فرص مراقبة طبيعية لخليط من الأنشطة.
يعرف إكبلوم (1998) تحليل الجريمة بأنه عملية استكشافية تهدف إلى تصور وتنفيذ وتقييم تدابير لمنع الجريمة، وتشمل خطوات رئيسية تشمل الحصول على بيانات حول مشكلة الجريمة، وتحليل وتفسير هذه البيانات، ووضع استراتيجيات وقائية، وتنفيذها ومعالجتها. والتقييم. وتشمل المتغيرات الرئيسية طبيعة الجريمة وموقعها وتوقيتها وأسلوبها وهدفها والظروف المادية والاجتماعية للجريمة؛ خصائص الضحية؛ ما إذا كانت الجريمة قد تمت أو نجحت؛ خصائص الجاني؛ والقرب من مولدات الجريمة مثل الحانات الصاخبة؛ وموقع البضائع أو المركبات المتورطة في الجريمة.
فيما يتعلق بالجرائم المستهدفة، فإن "التنميط الجغرافي هو منهجية تحقيق تستخدم مواقع سلسلة متصلة من الجرائم لتحديد المنطقة الأكثر احتمالية لإقامة الجاني" (روسمو 1999، ص 1) وتم تطبيقه على حالات القتل المتسلسل. والاغتصاب والحرق العمد والسرقة والإرهاب. تحليلات الحالة هو مصطلح يطلق على مشروع تم إعداده لتطوير أساليب النظر في نصائح التحقيق المقدمة لاستفسارات الشرطة الجارية، ويمكن اعتباره تصنيفًا للجناة. (انظر Bundeskriminalamt Kriminalistisches Institut 1998.)
يتضمن رسم خرائط الجريمة معالجة ومعالجة بيانات الجريمة المرجعية مكانيًا من أجل عرضها بشكل مرئي في مخرجات مفيدة لمستخدم معين (Hirschfield and Bowers 2001, p. 1). وهي تعدد الاستخدامات المحتملة على النحو التالي: إبلاغ الشرطة بمشاكل معينة في منطقة إقليمية ما؛ واستهداف الموارد لمنع الجريمة؛ رصد التغيرات في توزيع الجريمة مع مرور الوقت؛ وتقييم فعالية استراتيجيات منع الجريمة؛ تحديد الأماكن الخطرة التي تعمل فيها الشرطة. يحدد هير شفيلد (2008) أيضًا الخوف من الجريمة كموضوع آخر يمكن تحديده بناءً على دراسات استقصائية لتصورات سلامة الحي أو وجود سلوكيات معادية للمجتمع. قد تكون المنتجات عبارة عن خرائط دبوسية تمثل موقع الجرائم أو الضحايا أو الجناة؛ خرائط ملونة أو خرائط مظللة بألوان أو كثافات مختلفة تصور تكرارات أحداث الجريمة؛ تقديرات كثافة النواة التي توفر ملامح النشاط؛ أشكال متعددة من voronoi تشير إلى المسافات بين الجرائم أو الرسوم المتحركة التي تظهر التغيرات في توزيع الجرائم مع مرور الوقت.
تُسمى المناطق الجغرافية الصغيرة التي تحتوي على أعداد كبيرة بشكل غير متناسب من الجرائم بالنقاط الساخنة وتمثل تركيزات للنشاط الإجرامي؛ وقد يتم تصويرها على شكل دوائر، وأشكال بيضاوية، ومضلعات غير منتظمة، وكتل شوارع (Rossmo 1999، ص 125). يمكن وضع النقاط الساخنة في سياقات اجتماعية وبيئية قد توفر أدلة حول عوامل الخطر المرتبطة بنوع الجريمة (Filbert 2008). المفاهيم الأساسية الأخرى هي مساحات النشاط أو العمل، وهي تلك المناطق التي تشكل الجغرافيا المعتادة للشخص، ونقاط الربط، وهي الأماكن الأكثر أهمية في الحياة المكانية للإنسان، مثل المنزل أو العمل أو الحانة.
يحتل البحث في الرحلة إلى الجريمة قدرًا كبيرًا من الأدبيات المتاحة (التي لخصها Rossmo 1999)، والتي تستكشف تأثير التركيبة السكانية، والنشاط الإجرامي السابق، ونوعية الجيران على نوع الجريمة المرتكبة. باختصار، يميل هذا البحث إلى العثور على جرائم غالبًا ما تحدث بالقرب من المنزل؛ يتناقص عدد حوادث الجريمة مع زيادة المسافة من منازل الجناة؛ ويميل الجانحون الأحداث إلى أن يكونوا أقل قدرة على الحركة ويرتكبون جرائمهم داخل بيئتهم المنزلية؛ تحدث جرائم العنف بالقرب من منازل الجناة أكثر من جرائم الممتلكات.

## مشاكل النمط
يتضمن الكثير من تحليل الجرائم استخدام البيانات التي تنتجها الشرطة أو نتائج الدراسات الاستقصائية للضحايا. ويلفت ويليامسون (2003) الانتباه إلى المشاكل الكامنة في هذه المصادر: الجرائم غير المبلغ عنها، والقصور في التسجيل، والاختلافات في ممارسات التسجيل، والتلاعب بمعدلات التصفية، وغياب إجراءات ضمان الجودة، وعدم الترجيح لخطورة الجرائم، ودقة استدعاء الشهود. البيانات، وموثوقية شهود العيان، والاختلافات في تقنيات إجراء المقابلات، وجودة وكمية البيانات الناتجة. ويشير إيكبلوم (1998) أيضًا إلى صحة أو تمثيلية مصادر بيانات الشرطة باعتبارها تعكس التحيزات المحتملة في التسجيل والتي قد تشوه الصورة "الحقيقية"؛ ويشير أيضًا إلى مشاكل البيانات المفقودة، والتي تمثل تهديدًا إضافيًا للصحة.
ويشير روسمو (1999) إلى أنه في حين أن الخرائط هي أدوات تحليلية مهمة، حيث تعرض كميات كبيرة من المعلومات، إلا أنها يمكن أن تكون مضللة أيضًا لأنها تظهر مجاميع وقد تحجب أنماطًا فردية، أي أن استخدامها قد يؤدي إلى مغالطة بيئية تتمثل في إسناد فرد ما خصائص بيانات المجموعة يناقش هيرشفيلد (2008) صعوبات ربط الجرائم بمواقع محددة وتحديد وظيفتها، خاصة في المملكة المتحدة، بسبب عدم وجود بيانات متسقة عن استخدام الأراضي وتسجيل استخدامات الممتلكات غير السكنية .

## النظرية
يناقش فريتزون وواتس (2003) التطورات في تحليل أنماط الجريمة المستمدة من علم الإجرام البيئي، والذي يبدأ بفرضية أن أنشطة المجرمين تحدث في الزمان والمكان وأن العقد تمثل موقع أهداف الجريمة (نقاط المغادرة والوصول، مثل محطات الحافلات)، والمسارات (الطرق المؤدية إلى المواقع وفيما بينها) والحواف (حدود المناطق التي قد يعيش فيها الأشخاص أو يعملون أو يتسوقون). تركز مثل هذه الأساليب على التوزيع الجغرافي للجريمة والروتين اليومي لأنشطة الناس. وبالتالي فإن بعض الجرائم، مثل الهجمات العنصرية والسرقة من المتاجر، تحدث على أطراف مساحات النشاط لأن الناس من مناطق مختلفة لا يعرفون بعضهم البعض يجتمعون معًا في هذه النقاط .
تم تطوير نظرية نمط الجريمة من قبل برانتنغهام وبرانتنغهام (1984)، اللذين يقترحان أن المجرمين يقومون بأنشطتهم الإجرامية عند تقاطع مساحة الوعي الخاصة بهم والفضاء المستهدف (الذي يتم تعريفه على أنه الأماكن التي توفر الحد الأدنى من المخاطر). وبالتالي، لا يتم اختيار مواقع الجريمة عشوائيًا، ولكن الاختيار ينشأ من الاختيار العقلاني المتأثر بالأنشطة الروتينية.
إنهم يستخدمون مفاهيم الفرصة والدافع والتنقل والتصورات، ويقترحون أن الدوافع الكامنة وراء ارتكاب الجرائم كثيرة ومتنوعة، وتتفاوت قوتها، ولها مكونات مفيدة وعاطفية. وترتبط خصائص الدوافع بالكمية والكيفية. مراحل اتخاذ القرار لدى الجاني؛ تصدر البيئة إشارات حول الخصائص الجسدية والمكانية والثقافية والقانونية والنفسية؛ ويستخدم الجاني هذه الإشارات لتحديد الأهداف؛ يتعلم الجاني إشارات معينة ويربطها بالأنشطة الإجرامية الناجحة، ويصبح معززًا لذاته.
يلخص هاريس (1999) الأنشطة الروتينية والمناهج السلوكية المكانية الإجرامية التي تحدد ثلاثة مكونات للجريمة: الجاني، والهدف، والفرصة التي يخلقها غياب المراقبة البشرية أو عن بعد. ومن هذا يُستمد وصف للإشارات أو الإشارات في البيئة التي يستخدمها الجاني لتقييم الضحايا أو الأهداف ومساحة النشاط التي تمثل المنطقة المألوفة للمجرم. وقد ساهمت هذه الأصول في تطوير التنميط الجغرافي (Rossmo 1999). من الأمور الحاسمة في التنميط الجغرافي مبدأ أقل جهد، والذي ينص على أن الفرد سيختار من بين مجموعة متنوعة من الإجراءات الممكنة الإجراء الذي يتطلب بذل الحد الأدنى من الجهد.
المنهج
من المؤكد أن أصول رسم خرائط الجريمة تعود إلى القرن التاسع عشر وأوائل القرن العشرين (هاريس 1999). بدأ الأمر كسلسلة من الدبابيس الملصقة يدويًا على الخرائط التي تمثل موقع الجرائم، والتي أفسحت المجال منذ ذلك الحين لرسم الخرائط المحوسبة. في المملكة المتحدة، شجعت مجموعة من العوامل استخدام رسم خرائط الجريمة: التشريع الذي يتطلب من الشرطة والشراكات المحلية إجراء عمليات تدقيق للجريمة؛ اعتماد حل المشكلات والمناهج التي تعتمد على الذكاء؛ ومدى توفر نظم المعلومات الجغرافية (GIS) (Hirschfield and Bowers 2001). يتم استخدام نهجين أساسيين: الأساليب القائمة على المنطقة، حيث يتم تجميع بيانات الجريمة في وحدات محددة من الإقليم، مثل منطقة التعداد أو منطقة التعداد؛ والأساليب القائمة على النقاط، والتي تسعى إلى تحديد المواقع التي تحدث فيها الجريمة.
في التنميط الجغرافي، يستخدم التصوير المركزي فكرة النقطه الوسطى أو مركز الثقل المتوسط لنشاط الجريمة الموجود في الفضاء. يتم وصف ذلك من خلال صيغة تحاول تحديد مكان الإقامة المحتمل للجاني بناءً على مواقع الجريمة، ولكن قد يتم تشويه هذه الحسابات بسبب القيم المتطرفة أو من قبل الجاني الذي يعمل على مسافات كبيرة من المنزل. تحليل أقرب جار هو أسلوب آخر يستخدمه المحللون الجغرافيون الذين يحاولون التغلب على مشاكل النقطه الوسطى. تم وصف كلتا الطريقتين بشكل كامل بواسطة روسمو (1999). كما أنه يقدم تفاصيل عن رحلات الجريمة، والتي يتم تحديدها عادة من خلال المسافة الفعلية أو مسافة الذباب (أي المباشرة) بين منزل الجاني وموقع الجريمة. يتم الإبلاغ عن البيانات كوسيلة أو مسافات رحلة الجريمة (حساب الوسيلة / الوضع الحسابي أو الهندسي) ؛ الدوائر الوسطى (تحديد نصف قطر يحتوي على النسب المئوية للمجرمين)؛ مثلثات التنقل (حساب المسافات بين مسرح الجريمة ومكان إقامة الجاني ومكان إقامة الضحية) أو وظائف اضمحلال المسافة (منحنى رسومي يوضح عدد الرحلات لأنصاف أقطار مختلفة، على سبيل المثال زيادات نصف ميل من منزل الجاني).
يصف كوستيلو وويلز (2001) طريقتهما في تحليل الرحلة إلى الجريمة من خلال النظر في حركة الجاني من عنوان السكن إلى مكان وقوع الجريمة، وسفر الضحية من المنزل إلى مكان ارتكاب الجريمة، وأنماط حركة المجرمين المسافرين. كانت مصادر بياناتهم هي الكمبيوتر الوطني للشرطة، وقاعدة بيانات الحمض النووي الوطنية، واستقصاءات الضحايا، والمقابلات مع المجرمين والجرائم المسجلة لدى الشرطة. تم ترميز البيانات الأخيرة جغرافيًا باستخدام نظم المعلومات الجغرافية (أي برنامج كمبيوتر يمكّن من تحديد موقع البيانات عادة بإحداثيتين)، بحيث يمكن ربط أحداث الجريمة مكانيًا بالسمات الجيوفيزيائية و/أو السمات الاجتماعية والديموغرافية للمنطقة. ووجدوا أن الجناة سافروا بمعدل أقل من ميلين لارتكاب جرائمهم وكانوا، في المتوسط، في أوائل العشرينات من العمر. وكانوا أيضًا قادرين على النظر إلى خصائص نمط الحياة في الحي (مثل النضال والطموح والرسوخ) وربطها بأنماط الجريمة. وهكذا ارتبطت عقارات المجلس المحرومة بارتفاع معدلات الجريمة والجريمة مقارنة بـ الضواحي الخارجية للطبقة المتوسطة، والتي ارتبطت بانخفاض معدلات الجريمة والجناة.
يحدد بورمان (1998) طريقتين لتحليل الحالات: التحليل التجريبي بأثر رجعي للجرائم من أجل تقديم وصف ظاهري لأنواع الجرائم، مثل الجرائم ذات الدوافع الجنسية، حيث تخضع سمات هذه الجرائم لتحليل عنقودي إحصائي؛ وتقييم الحالة العملي الذي يساهم في التحقيق المستمر المباشر. في هذه الحالات، سيقوم المحلل بإنشاء بعض الفرضيات، ويتم مراجعة البيانات ومراجعة الفرضيات. ثم يُطلب من فريق التحقيق المكون من المحققين تقييم الفرضيات، وبعد ذلك يتم تقييم الحالة على أساس هذه التصنيفات. وهذا النهج عملي ويتناقض مع القيود الحقيقية للتحقيق المستمر.
قراءة متعمقة
يقدم هيرشفيلد وباورز (2001) نظرة عامة جيدة على تقنيات رسم الخرائط. يقدم كتاب روسمو (1999) وصفًا تفصيليًا للتنميط الجغرافي وأساليبه. كما يوفر العدد الخاص من البيئة المبنية (2008)، 34 (1) حول "الجريمة والمدينة" مجموعة جيدة من المقالات التي تغطي نظرية وأساليب تحليل أنماط الجريمة في البيئات الحضرية.